# マルアイ商事
マルアイ商事株式会社は、かつて存在した水産加工品メーカー株式会社マルアイ（愛知県名古屋市）の慶弔ギフト・百貨店専門ギフトを販売する会社として設立された企業。東海地区を営業地盤としていた。
2005年4月、株式会社マルアイ同様、静岡県静岡市に本社を置く食品メーカー、はごろもフーズ株式会社の子会社となり、はごろも商事への社名変更の後、2021年3月に吸収合併で消滅した。

## 沿革
- 1966年7月 - 丸愛商事株式会社として設立。
- 1988年10月 - マルアイ商事株式会社に社名変更。
- 2005年4月 - はごろもフーズ株式会社（静岡県静岡市、東証2部上場）の子会社となる。
- 2006年7月 - 創業40周年。
- 2018年4月 - はごろも商事に商号変更[1]。
- 2021年3月 - はごろもフーズに吸収合併。